# Alan Rollinson
Alan Rollinson, né le 15 mai 1943 à Walsall (Midlands de l'Ouest) et mort le 2 juin 2019 à Kidderminster (Worcestershire), est un ancien pilote automobile britannique. Il commença à courir en Formule Junior dès 1962, au volant d'une Cooper. Malgré une victoire à Oulton Park l'année suivante, il doit se résoudre à arrêter quelque temps la compétition, faute de moyens financiers. Sa carrière sportive va être relancée en 1965, une écurie britannique lui proposant le volant d'une Brabham de Formule 2. En parallèle, il tentera sa chance en Formule 1 à l'occasion du Grand Prix de Grande-Bretagne, à Silverstone, mais ne parviendra pas à qualifier sa Cooper. Il courra ensuite principalement en Formule 3 et en Formule 2 avant de devenir, au début des années 1970, un des principaux animateurs du championnat de Formule 5000. Il s'est également illustré en Sport-prototype, remportant notamment les Coupes du Salon à Montlhéry en 1968 au volant d'une Porsche 910. Après l'arrêt du championnat européen de Formule 5000, fin 1975, Rollinson ne courut plus qu'épisodiquement et se consacra à son garage.